# سیارک ۱۱۷۳۰
سیارک ۱۱۷۳۰ (به انگلیسی: 11730 Yanhua، نامگذاری:1998KO31) یازده هزار و هفتصد و سیمین سیارک کشف شده‌است که در ۲۲ مه ۱۹۹۸ کشف شد.
قدر مطلق سیارک برابر ۱۶٫۲ است.